# اسطراطون اللميساكي
اسطراطون اللميساكي (توفي 268 - 269 قبل الميلاد) هو من المشائيين الأوائل، وبرز خصوصا في الفيزياء حتى لقب بـ «الفيزيائي» أو «الطبيعي».
تتلمذ على ثاوفرسطس وخلفه على رئاسة المدرسة المشائية. نفى العلل الأولى والغائية في تفسير الظاهرات.